# 三好長慶
三好 長慶（みよし ながよし）は、戦国時代の武将で、畿内・阿波国の戦国大名。室町幕府の摂津国守護代、相伴衆。
元は細川晴元の有力家臣であったが、細川政権を事実上崩壊させ、室町幕府将軍足利義晴・義輝共々晴元を京都より放逐し、三好政権を樹立する。その後は細川氏が支配していた領地を継承・拡充して三好氏の勢力を畿内の大部分にまで広げ、足利義輝、六角義賢、畠山高政らと時に争い、時に和議を結び、畿内の支配者として君臨した。織田信長以前の天下人とされる。

## 出自
山城国下五郡守護代であった三好元長の嫡男で、永正3年（1506年）に細川澄元に属して阿波国より上洛した三好之長の曾孫。三好実休、安宅冬康、十河一存、野口冬長の兄。正室は波多野秀忠の娘（波多野氏）、継室は遊佐長教の娘（遊佐氏）。
通称は孫次郎、官位は従四位下伊賀守、筑前守、後に修理大夫。史料では「三筑（＝三好筑前守）」の略称で彼の名が多く残っている。諱の長慶は「ちょうけい」と呼ばれることもある。

## 生涯

### 出生・家督相続
大永2年（1522年）2月13日、細川晴元の重臣である三好元長の嫡男として現在の徳島県三好市にある芝生城で生まれる。三好氏歴代の居館地と伝わる阿波国三好郡芝生（三野町芝生）では、生母・慶春院が長慶を孕んだ時に館の南の吉野川の瀬に立って天下の英雄の出生の大願をかけたという伝承がある。
父は細川晴元配下の重臣三好元長で、主君・晴元の敵であった細川高国を滅ぼした功労者であった。本国阿波だけでなく山城国にも勢力を誇っていたが、その勢威を恐れた晴元達及び一族の三好政長・木沢長政らの策謀で蜂起した一向一揆によって、享禄5年（1532年）6月に殺害された。当時10歳の長慶は両親と共に堺にいたが、一向一揆襲来前に父と別れ、母と共に阿波へ逼塞した。

### 若年期の活動
細川晴元が元長を殺害するために借りた一向一揆の勢力はやがて晴元でも抑えられなくなり享禄・天文の乱となる。
そのため天文2年（1533年）6月20日に長慶は一向一揆と晴元の和睦を斡旋した。「三好仙熊に扱（＝和睦）をまかせて」(『本福寺明宗跡書』)とあり、当時12歳に過ぎない長慶こと千熊丸が和睦を周旋したというのである。交渉自体は仙熊の名を借りて、叔父の三好康長など代理の者がした可能性もある。
この直後に元服したとされる。理由は長慶の嫡男・三好義興や13代将軍・足利義輝、晴元の子の細川昭元などが11歳で元服しているためである。
千熊丸は元服して孫次郎利長と名乗り、伊賀守を称した。ただし天文5年（1536年）11月の『鹿苑日録』では仙熊と記されているため、15歳までは世間ではまだ幼名で呼ばれていたようである。
8月に本願寺と分離していた一揆衆が講和に応じずなおも蜂起したため、長慶は一揆と戦って摂津越水城を奪回した。翌天文3年（1534年）になると本願寺に味方して8月11日に細川晴元軍と戦い、10月には潮江庄（尼崎市）で晴元方の三好政長と戦ったが、河内守護代でもあった木沢長政の仲介や、年少であるという理由から許されて晴元の下に帰参した。この後の10月22日、晴元の命令で長慶の家臣が京都平野神社の年貢等を横領しているのを止めて還付するようにされている｡
その後は晴元の武将となり、天文5年（1536年）3月に細川晴国や本願寺武断派の下間頼盛らが拠る摂津中島の一揆を攻撃するも敗北。この時は木沢長政の下に逃れ、長政や三好政長の支援を得て中島を攻撃し、徒立勢ばかりだった一揆軍を7月29日までに全滅させた（『続応仁後記』）。

### 勢力拡大

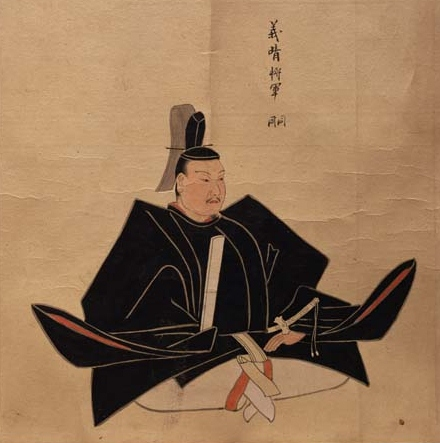
足利義晴像（古画類聚）

三好政長は、高畠長信が京都を去った天文7年（1538年）以降京都支配に乗り出した。しかし、これに対し、三好元長の嫡男・長慶が、父の旧跡である京都に手を出されたことを不服とした。翌年1月14日、摂津国越水城にいた長慶は上洛し、翌日には細川晴元の幕府出仕の御供をしている。馬部隆弘は、この際に政長による京都支配に関する談合があり、幕府も政長の段銭賦課を快く思っていなかったとしている。結果として政長は天文8年（1539年）4月には丹波国に蟄居していることが確認されている。
従来、天文8年（1539年）には政長と長慶とは河内十七箇所の代官職を巡って対立したと考えられていた。しかし、馬部隆弘の研究によってこれは否定された。長慶は前述の上洛の際、幕府から赤松晴政支援のための出兵を依頼されており、長慶配下の三好連盛が出兵した。その対価として、同年6月に長慶は河内十七箇所代官を望み、幕府はこれに応じている。つまり、長慶が河内十七箇所の代官職に就任できたのは、幕府と長慶が接近したためであって、政長は無関係であった。
なお、長慶は将軍に代官職を要請する以前から、河内十七箇所に代官を派遣していた。『天文日記天文7年5月3日条に「吉田源介 十七カ所三好代官」とあり、従来これは三好政長の代官であると推測されてきたが、源介が翌年には長慶の代官として登場することから、『天文日記』の三好とは長慶のことであると明らかになった。
長慶と政長が対立したのは、政長による京都支配や、可竹軒周聡や木沢長政亡き後（長政は拠点を南山城、河内国、大和国の国境沿いに移していた）、晴元に対する政長の影響力の大きさであるとされる。実際に、政長が京都支配をしている際には、長慶だけでなく、その同僚で、天文初年から7年ごろまで京都を支配していた高畠長信・柳本元俊が政長に反発している。
天文8年（1539年）1月15日、長慶は細川晴元の供をした時、尾張国の織田信秀から前年に献上されていた鷹を与えられた。10日後の25日に長慶は晴元を酒宴に招き、その席で室町幕府の料所である河内十七箇所（守口市）の代官職を自らに与えるように迫ったが、晴元は聞き入れず、長慶は直接幕府に訴えた。この料所の代官は元々は父が任命されていたのだが、その死後には長慶の同族ながら政敵であった三好政長が任命されていたのである。
幕府の内談衆である大舘尚氏は長慶の要求を正当としたが、12代将軍・足利義晴は近江守護の六角定頼を通じて晴元・長慶間の和睦交渉を斡旋するも不首尾に終わる。長慶は1月の上洛時に2,500の人数を率いていたため、この数と石山本願寺法主・証如の後ろ盾を得て入京し、細川晴元は閏6月17日に退京して高雄に移り、細川元常や細川晴賢ら一族を呼び集めた。義晴は畠山義総や武田元光などの諸大名に出兵を命じる一方で六角定頼と共に長慶と三好政長の和睦に向けた工作を続け、夫人の慶寿院と嫡子の義輝を八瀬に避難させた。この混乱で京都の治安が悪化したため、長慶は義晴から京都の治安維持を命じられている。
長慶に名指しされた三好政長は4月に丹波国に蟄居していたが、細川晴元の意を受けて京都へ進出。7月14日には和談は不首尾に終わり長慶と政長は妙心寺付近で小規模の戦闘を起こしている。7月28日、長慶は六角・武田などの諸大名を敵に回すことを恐れて和睦を承諾し、摂津と山城の国境の山崎から撤退した。結局十七箇所の代官職は与えられず、8月に摂津越水城に入城した。これまで三好氏の当主はあくまでも阿波を本拠とし、畿内において政治的あるいは軍事的に苦境に立つと四国に退いて再起を期す事例があったが、長慶はこの入城以降は生涯阿波に帰国することなく、摂津を新たな本拠として位置づけることになる。この後の長慶は摂津守護代となり幕府に出仕するようになるが、陪臣の身で将軍までも周章させて摂津・河内・北陸・近江の軍勢を上洛させ、主君の晴元に脅威を与えるほど長慶の実力は強大なものとなっていた。

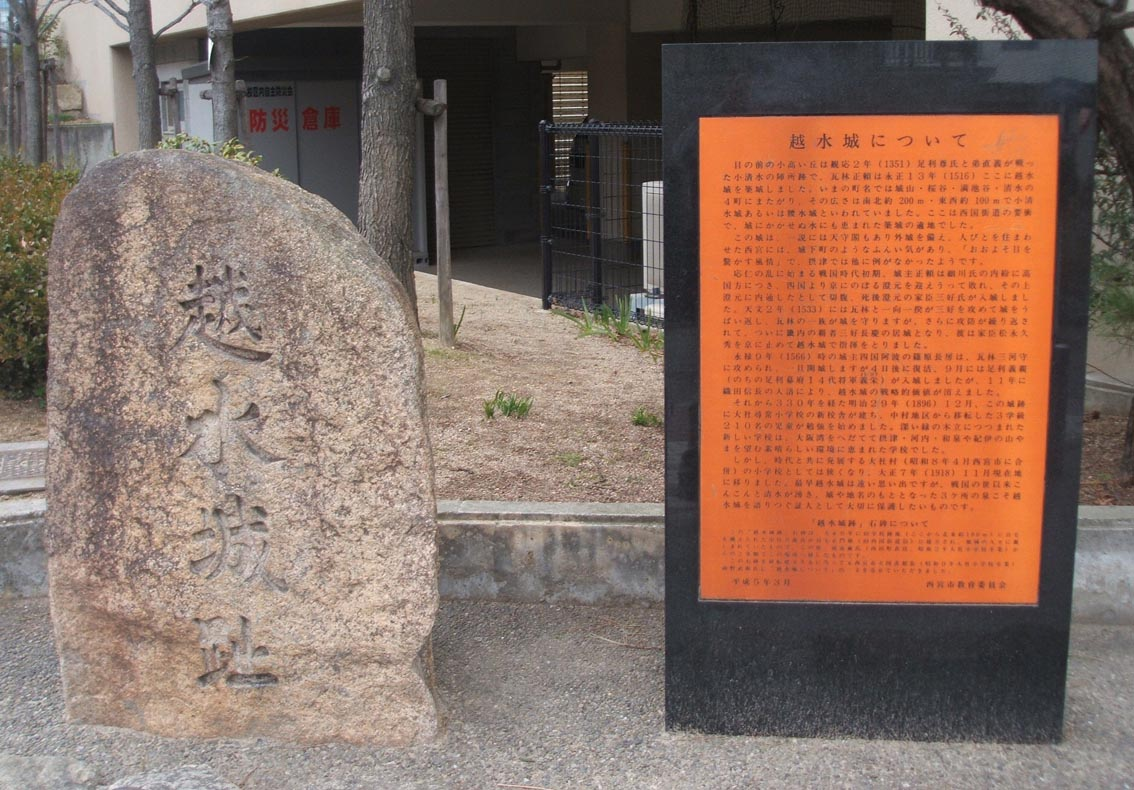
越水城の石碑

天文9年（1540年）12月15日、八上城城主・波多野秀忠の娘（波多野氏）を妻に迎えた（「天文日記」）。天文11年（1542年）9月には、嫡子・義興が誕生している。
天文10年（1541年）9月頃に名を利長から範長と改名、この年の6月に長慶は独自に菟原郡都賀荘から段銭徴収を行い、晴元から停止を命じられている。晴元は自らの側近である垪和道祐を段銭徴収の責任者としていたためである。だが、長慶はこれを無視したために彼の影響下にあった摂津国下郡（豊島郡・川辺郡南部・武庫郡・菟原郡・八部郡）では長慶と道祐から二重の段銭徴収を命じられる事態が相次ぎ、長慶は晴元との対立を深める要因となった。だが、下郡の中心都市であった西宮を管轄下に置く越水城を支配する長慶の影響力は次第に下郡の国人や百姓に及びつつあった。また、7月19日には三好政長と共同して摂津国人の上田某を攻めて自害させ城を奪った。8月12日には細川晴元の命令で細川高国の妹を妻とする一庫城の塩川政年（国満）を三好政長や池田信正らと共に攻めた。しかし政年の縁戚である摂津国人・三宅国村や伊丹親興、そして木沢長政らが反細川として後詰したため、長慶は背後に敵を受ける事となって10月2日に越水城に帰還した。この時、伊丹軍が越水城に攻め寄せるが長慶は撃退し、その与党の城である富松城（尼崎市）を逆に落とした。
細川晴元に反逆した木沢長政は上洛して将軍・義晴と晴元を追うなどしたため、河内守護代の遊佐長教は長政が擁立した河内守護の畠山政国を追放してその兄である畠山稙長を迎え、長慶に味方することを表明した。このため翌天文11年（1542年）3月17日、長政は稙長のいる河内高屋城を攻撃しようとして太平寺で戦ったが、政長・長慶の援軍が加わった長教に敗れ討死した（太平寺の戦い）。
太平寺の戦いから9ヵ月後の12月、細川高国の従甥に当たる細川氏綱が畠山稙長の支援で高国の旧臣を集めて蜂起、翌天文12年（1543年）7月25日に堺を攻撃したが、細川元常の家臣・松浦肥前守、日根野景盛らに敗れて和泉国に逃れた。長慶は8月16日に細川晴元の命令で堺に出陣、氏綱と戦っている。この頃になると長慶の実力は石山本願寺にも一目置かれており、天文13年（1544年）6月18日に父の13回忌法要の費用が証如から長慶に送られている。
天文14年（1545年）4月、細川高国派の上野元全らが氏綱に呼応、丹波から進軍して山城井手城を落とし、元全の父・上野元治も槇島まで進出したため、細川晴元は大軍を率いて出兵し、長慶も従軍して山城宇治田原で戦った。その直後、岳父の波多野秀忠の支援要請に応じて丹波に出兵し、氏綱派の内藤国貞が籠もる丹波世木城を7月25日に包囲して27日に落とした。氏綱の後援者だった畠山稙長も死去したため当面政権は安泰となった。
しかし、翌天文15年（1546年）8月、稙長の後を継いだ畠山政国と遊佐長教が細川氏綱を援助し、氏綱と政国、そして足利義晴らが連携して細川晴元排除の動きを見せると、長慶は8月16日に晴元の命令を受けて越水城から堺に入った。しかし堺は20日に河内高屋城から出撃した細川氏綱・遊佐長教・筒井氏などの軍に包囲され、準備不足であり戦況不利を悟った長慶は会合衆に依頼して軍を解体し、氏綱らも包囲を解いて撤兵した。この後も氏綱らの攻勢が続いて晴元・長慶は敗北を重ねたが、長慶の実弟である三好実休と安宅冬康（鴨冬）、十河一存ら四国の軍勢が到着すると一気に逆転し、義晴は12月に近江に逃れて嫡子の義輝に将軍職を譲り、長慶は実休や阿波守護の細川持隆（氏之）らと共に摂津原田城や三宅城の三宅国村などの将軍方の城を落とし、摂津を奪い返した。

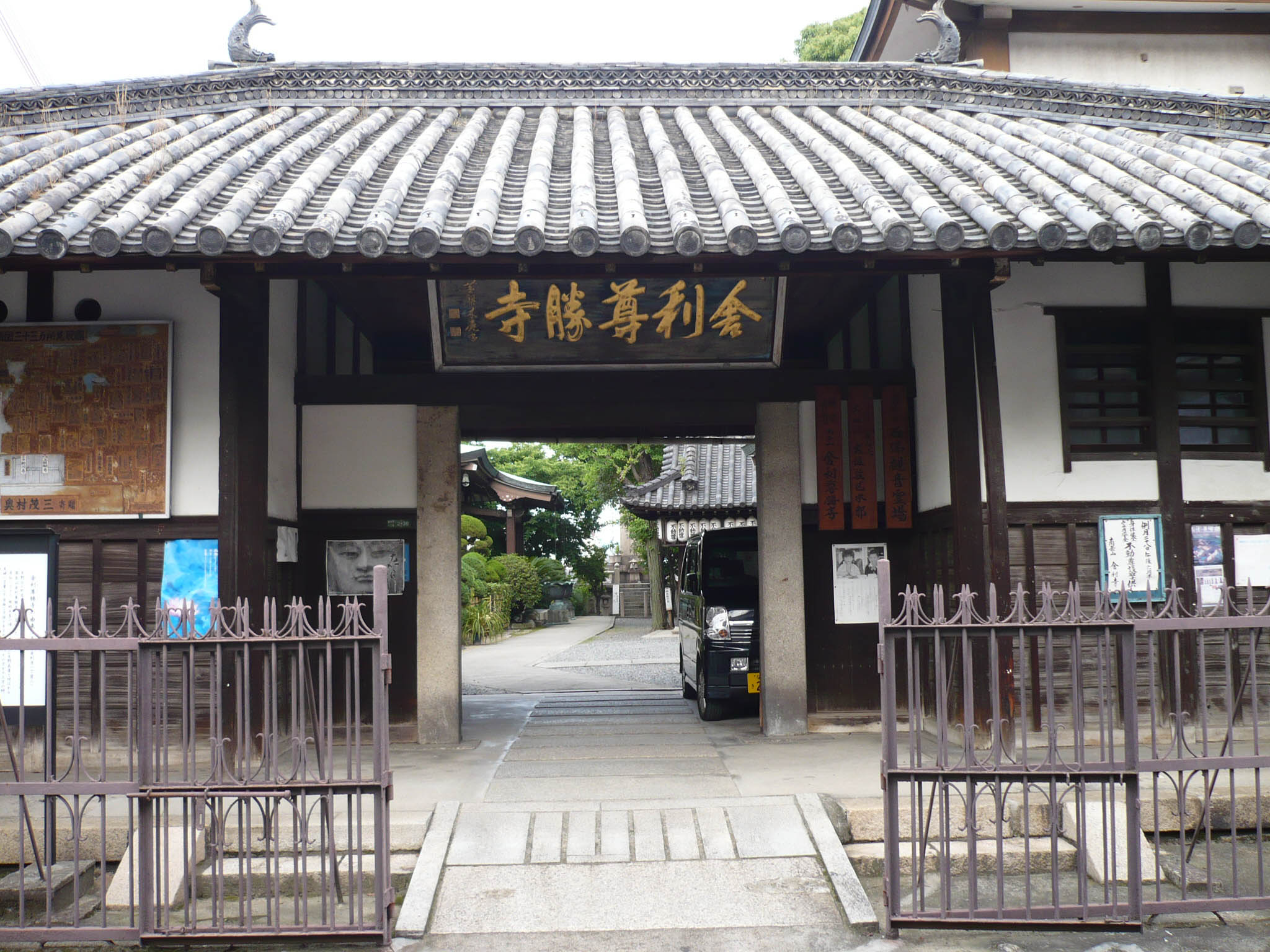
舎利尊勝寺

そして天文16年（1547年）7月21日の舎利寺の戦いで細川氏綱・遊佐長教軍に勝利、敗報を聞いた足利義晴が閏7月1日に帰京して細川晴元・六角定頼と和睦、長慶・実休は8月に河内で氏綱・長教軍と対陣したが、義晴が離脱していたため氏綱らは戦意を喪失、長滞陣の末に翌天文17年（1548年）4月に両者は定頼の斡旋で和睦、長慶は5月に越水城へ帰城した。
なお、将軍家が近江に逃れたことで幕府の政所執事である伊勢貞孝は天文16年（1547年）3月に幕臣の所領保護を求めている。この事から陪臣ながら、さらには将軍と戦おうとしている管領家の家臣である長慶の実力が認められていたことがわかる。また、長慶は4月に足利義晴を援助していた六角定頼を味方につけたため、義晴の敗北及び細川晴元の和睦・帰京に繋がり、長慶も定頼の斡旋を受けて遊佐長教らと和睦している。
この直後、長慶は長教の娘を継室に迎えた。先の和談における政略結婚であったという。

### 晴元・政長との対立

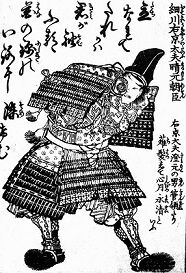
細川晴元像

天文17年（1548年）8月12日以前、あるいは12月以前に孫次郎範長から筑前守長慶と改名、同年7月に三好政長を討とうとした。理由は「宗三父子の曲事」、つまり政長と息子・三好政勝の不祥事であるとする説と、父の殺害の裏で暗躍した政長の存在を遊佐長教から聞いたためとも、政長の婿である摂津国人・池田信正が5月6日に晴元に切腹させられ、遺児で政長の外孫に当たる池田長正が後継に置かれたことが他の摂津国人達の反感を買い、長慶が反政長派に推されたことも一因とされている。政長は晴元からの信任が厚く、越水城で長慶が開いた軍議では晴元が政長を庇うのであれば、晴元も敵とする事を決議したという（『細川両家記』）。
8月12日、長慶は細川晴元に三好政長父子の追討を願い出たが、訴えは受け入れられなかったため、10月28日にかつての敵である細川氏綱・遊佐長教と結び晴元に反旗を翻し、因縁の河内十七箇所へ兵を差し向け三好政勝が籠城する榎並城を包囲した。長慶の行為は晴元方の六角定頼から「三好筑前守（長慶）謀反」とされ（『足利季世記』）、『長享年後畿内兵乱記』でも「三好長慶謀反」と記されている。翌天文18年（1549年）2月に長慶の本隊が出陣、4月から晴元・政長が政勝救援のため摂津に向かい、長慶軍と政長軍が摂津で対陣すると、晴元は三宅城へ、政長は江口城に布陣して近江の六角軍の到着を待とうとしたが、長慶は江口城の糧道を絶ち、弟の安宅冬康・十河一存らに別府川に布陣させた。六角軍は6月24日に山城の山崎に到着したが、その当日に江口城で戦いがあり長慶は政長ら主だった者を800名も討ち取った（江口の戦い）。
戦後、細川晴元と三好政勝らは摂津から逃亡し六角軍も撤退、晴元は足利義晴・義輝父子らを連れて近江国坂本に逃れた。長慶は晴元に代わる主君として細川氏綱を擁立し、7月9日に入京。6日後の15日に氏綱を残して摂津へ戻り、晴元派の伊丹親興が籠城する伊丹城を包囲。天文19年（1550年）3月に遊佐長教の仲介で開城させ摂津国を平定した。これにより細川政権は事実上崩壊し、三好政権が誕生することになった。

### 主君さらに将軍との対立

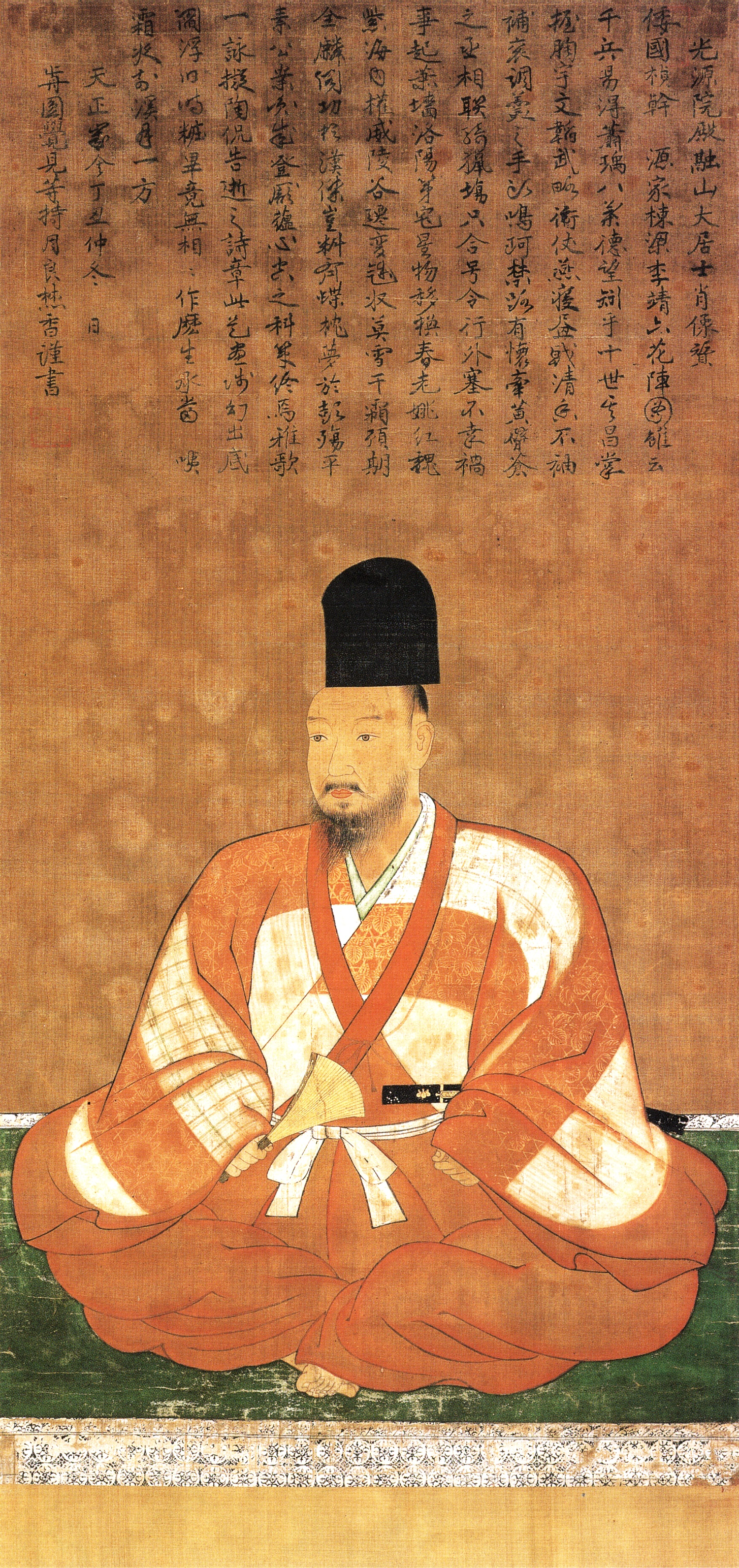
足利義輝像（国立歴史民俗博物館蔵）

近江国に亡命していた足利義晴は京都奪回を図り、天文19年（1550年）2月に京都東側の慈照寺の裏山に中尾城を築いたが、5月に義晴が亡くなった後は6月に足利義輝が細川晴元と共に中尾城へ入り、徹底抗戦の構えを見せた。両軍は小規模な戦闘に終始したが、長慶は近江にも遠征軍を派遣して義輝らを揺さぶり、退路を絶たれることを恐れた義輝は11月に中尾城を自ら放火して、坂本から北の堅田へ逃亡した（中尾城の戦い）。この間の10月に長慶は義輝に和談を申し込んだが、晴元・義輝らの面目からかこの時は不首尾に終わる。将軍も管領も不在になった京都では長慶が治安を維持し、公家の所領や寺社本所領を保護しながら義輝・晴元らと戦った。
天文20年（1551年）3月、義輝の計画により、長慶は二度の暗殺未遂に遭遇している。3月7日夜、長慶が吉祥院の陣に伊勢貞孝を招き酒宴中、放火未遂があった。同月14日には、伊勢邸に招かれた長慶が、幕臣・進士賢光に斬りつけられ、負傷した（『言継卿記』ほか）。その翌朝には、晴元方の三好政勝と香西元成が東山一帯に放火した。5月5日には、長慶の同盟者であり、妻の養父でもある遊佐長教が、自らが帰依していた時宗の僧侶・珠阿弥に暗殺された。このような事態を見てか、7月には三好政勝・香西元成を主力とした足利・細川軍が京都奪回を図って侵入するも、長慶は松永久秀とその弟の松永長頼（内藤宗勝、丹波守護代）に命じてこれを破った（相国寺の戦い）。
天文21年（1552年）1月、義輝を支援してきた六角定頼が死去した。後継者の六角義賢は、義輝と長慶の間に入り、和睦を成立させた。天野忠幸は、この和睦の意義として、（1）長慶が、三好氏と関係が深かった足利義維ではなく、義輝を選んだこと、（2）細川氏綱が正式に細川京兆家の家督と認められたこと、（3）長慶が、陪臣は任じられない御供衆となったことで、細川家被官から将軍直臣になったこと、（4）政長流の畠山高政との同盟を堅持したこと、を挙げる。これらの内容により、将軍家と両管領家（細川・畠山）の分裂は収束した。幕府は将軍の義輝、管領は細川家当主の氏綱に、実権を握る実力者である長慶という構図になった。
同年（天文21年）4月、細川晴元に与する波多野元秀の八上城を包囲したところ、三好方として従軍していた池田長正や芥川孫十郎らが離反した。5月23日に包囲を解いて越水城に撤退する。またこれで聡明丸を京都に置いておくことに不安を感じ、6月5日に越水城へ移している。10月に長慶は再度丹波を攻め、晴元に味方する諸将と戦った。11月にも晴元党の動きはあったが、小規模な戦闘か放火程度で終わっている。

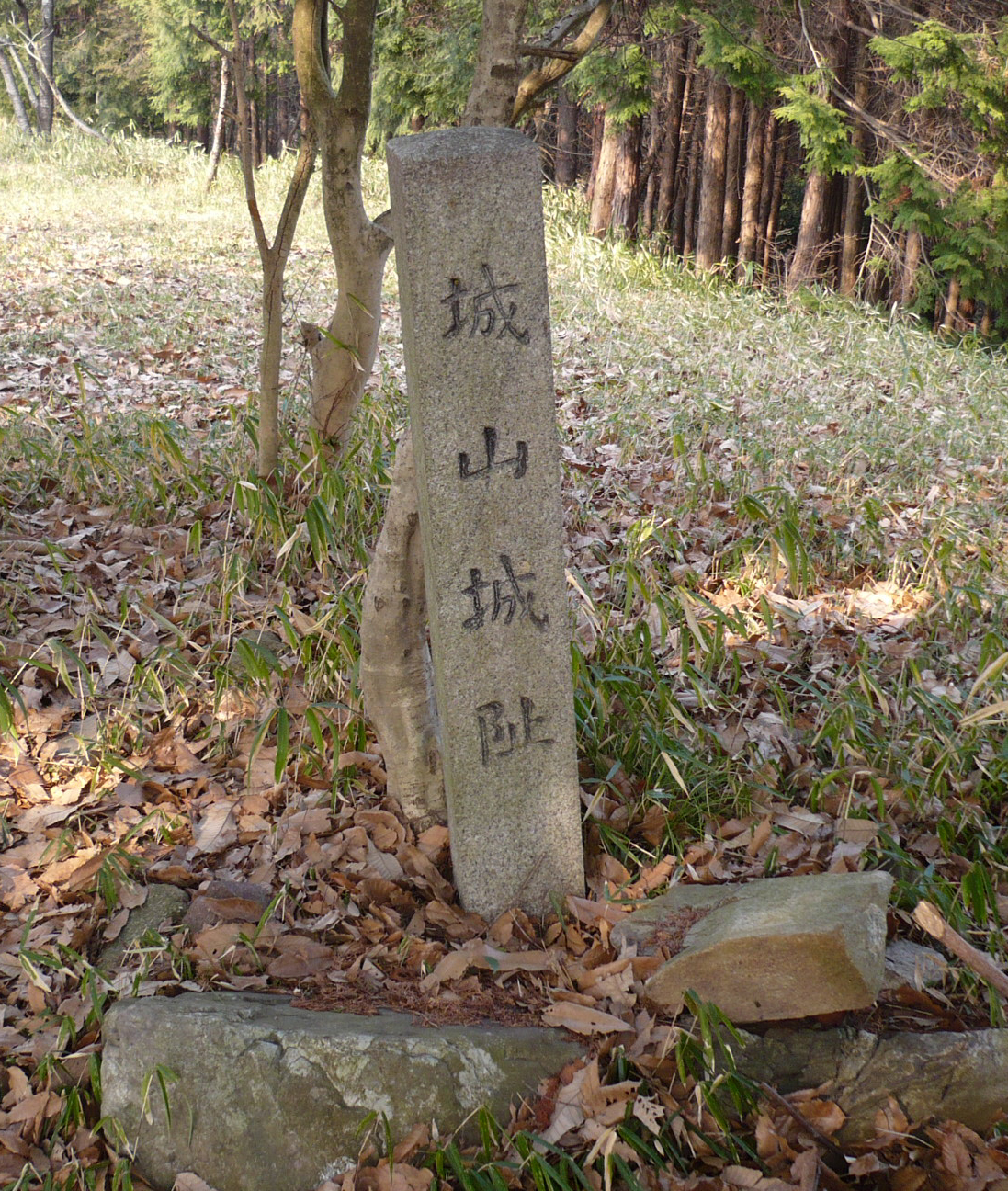
芥川山城の石碑

天文22年（1553年）閏1月1日、長慶・義興父子は義輝と面会した。このとき長慶暗殺の噂があり、長慶は淀城に逃れた。丹波で細川晴元との衝突もあったことから、同年2月26日、長慶と義輝が会談し、義輝側近で和睦反対派の上野信孝らから人質をとった。同年3月、義輝は霊山城に籠城し、晴元と結んだ。帰参していた芥川孫十郎が再度反乱を起こして摂津芥川山城へ籠城、丹波・摂津・山城から三方向に脅威を抱えた長慶は松永久秀に命じて晴元方の軍を破った。7月に長慶が芥川山城を包囲している最中に義輝が晴元と連合して入京を計画するが、長慶が芥川山城に抑えの兵を残し上洛すると晴元軍は一戦もすること無く敗走、義輝は近江朽木に逃走した（東山霊山城の戦い）。長慶は将軍に随伴する者は知行を没収すると通達したため、随伴者の多くが義輝を見捨てて帰京したという。
以後5年にわたって義輝は朽木で滞在をすることになり、京都は事実上長慶の支配下に入った。長慶は芥川山城を兵糧攻めにして落とし包囲網を破ると、芥川孫十郎が没落した後の芥川山城へ入り居城とした。越水城が摂津下郡の政治的拠点であったのに対して、芥川山城は高国・晴元の時代を通じて摂津上郡の政治的拠点から細川政権の畿内支配の拠点に上昇しつつあり、長慶もその拠点を引き継いだのである。また、禁裏と交渉を行ない、土塀の修理なども行なっている。以後、三好軍は天文22年（1553年）に松永兄弟が丹波に、天文23年（1554年）に三好長逸が播磨に出兵するなど軍事活動も積極的だった。
永禄元年（1558年）6月、義輝は細川晴元や三好政勝・香西元成らを従えて京都奪還に動き、将軍山城で三好軍と交戦した（北白川の戦い）。しかし戦況は叔父の三好康長を始め三好実休、安宅冬康、十河一存ら3人の弟が率いる四国の軍勢が摂津に渡海するに及んで三好方の優位となったため、六角義賢は義輝を援助しきれないと見て和睦を図った。この時の和談は11月6日に成立し、義輝は5年ぶりに帰京した。この時長慶は細川氏綱・伊勢貞孝と共に義輝を出迎えている。以後の長慶は幕府の主導者として、幕政の実権を掌握したのである。

### 全盛期
永禄年間初期までにおける長慶の勢力圏は摂津を中心にして山城・丹波・和泉・阿波・淡路・讃岐・播磨などに及んでいた（他に近江・伊賀・河内・若狭などにも影響力を持っていた）。当時、長慶の勢力に匹敵する大名は相模国の北条氏康くらいだったといわれるが、関東と畿内では経済力・文化・政治的要素などで当時は大きな差があったため、長慶の勢力圏の方が優位だったといえる。
この全盛期の永禄2年（1559年）2月に織田信長がわずかな供を連れて上洛しているが、長慶とは面会せずに3月に帰国した。4月には上杉謙信（当時は長尾景虎）が上洛しているが、長慶は謙信と面識があり、6年前の上洛では石山本願寺に物品を贈りあったりしたというが、この時の上洛では面会は無かったようである。

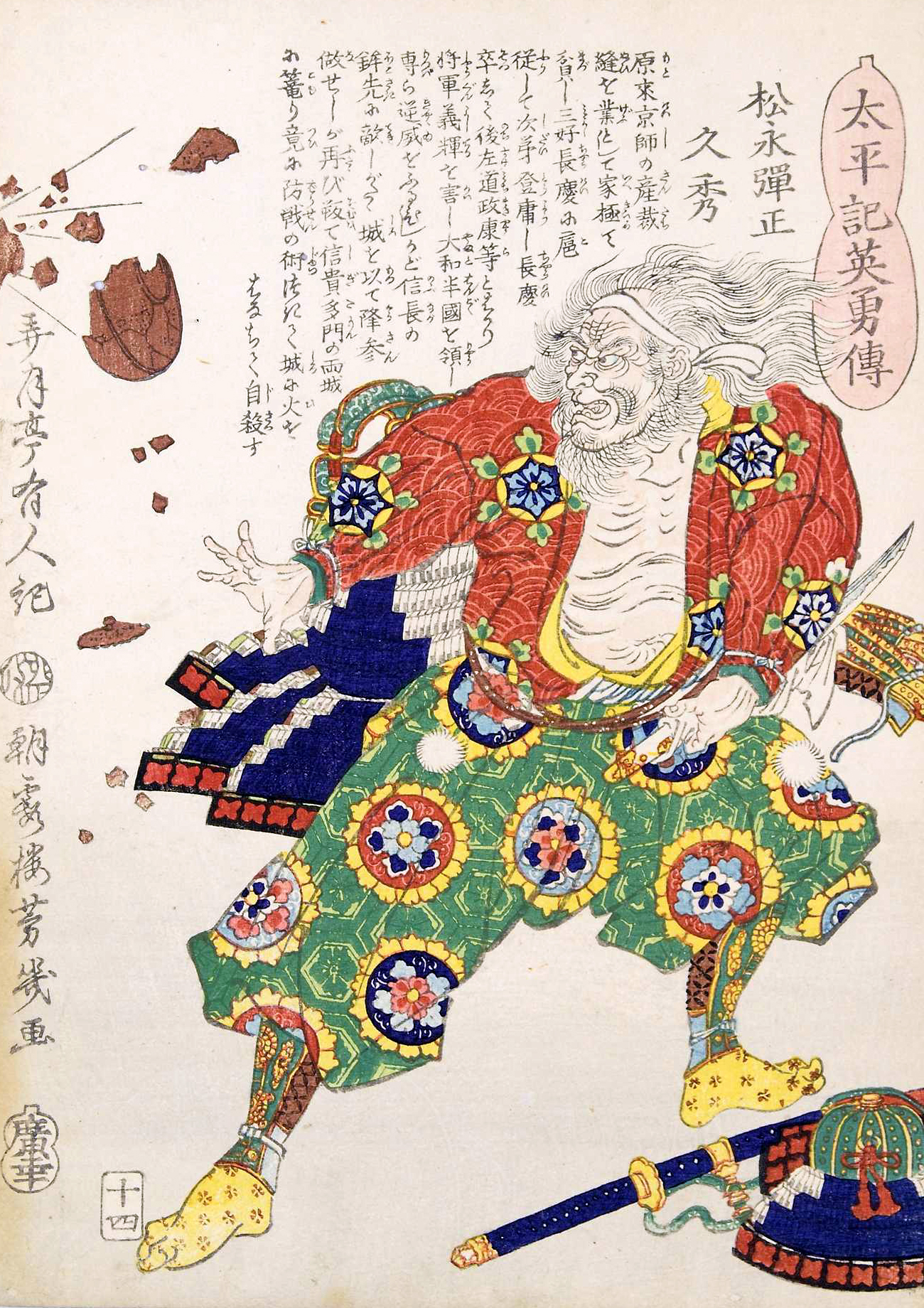
松永久秀像（落合芳幾画）

この頃、河内国では遊佐長教が暗殺された後、新たに守護代に任命された安見宗房（直政）が永禄元年（1558年）11月30日に畠山高政を紀伊国に追放するという事件があった。これを見て長慶は松永久秀を永禄2年（1559年）5月29日に和泉国に出兵させたが安見方の根来衆に敗北、久秀は摂津国に撤退し、長慶も久秀と合流して6月26日に2万の大軍で河内に進出した。そして8月1日に高屋城、8月4日に飯盛山城などを落とし、高政を河内守護として復帰させ、宗房を大和国に追放して自らと通じた湯川直光を守護代とした。また、宗房追討を口実に久秀は大和へ進軍、河内と大和の国境付近にそびえる信貴山城を拠点として大和の制圧を開始した。

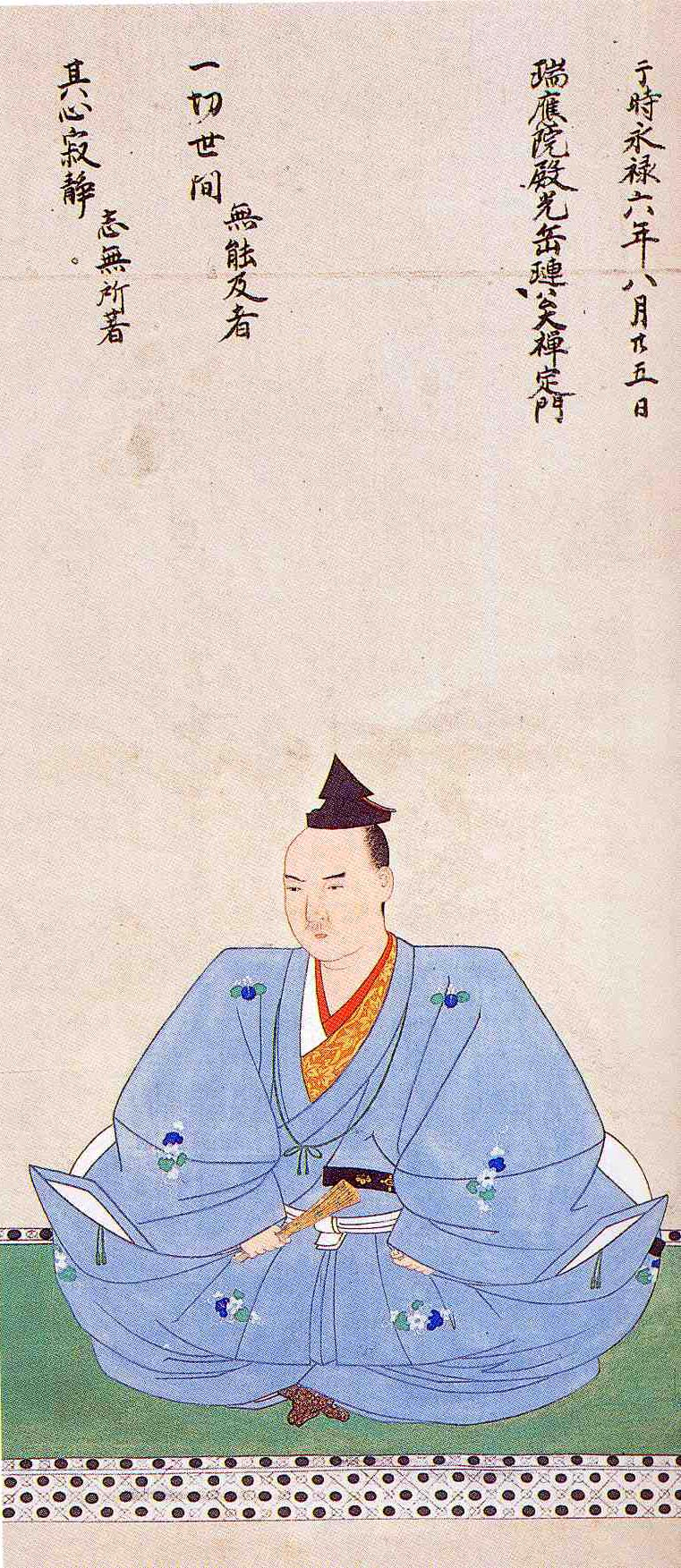
三好義興像（京都大学総合博物館蔵）

細川家家中においても三好氏の権力は頂点を極めた。この永禄2年（1559年）は長慶の権勢が絶大となり、長慶の嫡男・慶興が将軍の足利義輝から「義」の字を賜り義長と改めた（後に義興と改名）。この頃にはかつての管領家である細川・畠山の両家も長慶の実力の前に屈し、永禄3年（1560年）1月には相伴衆に任命され、1月21日に長慶は修理大夫に、義興は筑前守に任官した。1月27日には正親町天皇の即位式の警護を勤め、財政難の朝廷に対して献金も行なっている。このためもあってか、2月1日に義興が御供衆に任命されている。
永禄3年（1560年）、長慶は居城を芥川山城から飯盛山城へ移した。芥川山城は息子の義長（義興）に譲渡した。居城を飯盛山城へ移した理由については、「京都に近く、大坂平野を抑えることが出来る、加えて、大和国への進軍も円滑に行える」という根拠が指摘されている。また、三好氏の本領は阿波国だが、飯盛山であれば堺を経由して本領阿波への帰還もより迅速に、楽に出来るという理由もあった。ただし、芥川山城よりも、京都との距離は離れていたとする永原慶二の指摘もある。永原は京都との距離こそ離れるようになったが、大和・和泉・河内方面への強い進撃・進出の意欲を見せた拠点変更であり、そこには長慶の自信が満ち溢れていたとも指摘している。この他天野忠幸によれば、拠点候補として高屋城と飯盛山の二つがあったが、高屋城は河内国一国の政治的拠点であるのに対し、飯盛山城は河内のみならず、大和と山城を視野に据えて合計三ヶ国に政治的影響を及ぼすことが出来る政治的拠点であり、ゆえにこちらを拠点に選択したと指摘される（ただし、後述のように天野は別の論文で、三好氏の家督と芥川山城についての見解を切り離して表明している）。
一方で飯盛山への拠点移行について、こうした政治的観点とは別に長慶の精神的な観点からの研究もある。杉山博は「長慶の心はこの頃吟風弄月の文の世界へ向けられていた」と指摘、鶴崎裕雄、須藤茂樹は、「長慶の精神には隠者的な傾向が見られる」とも指摘している。また、天野忠幸は長慶の嫡男である義興が将軍から一字を与えられ、三好氏歴代の官途である筑前守に任ぜられたことを重視して、長慶の拠点移行と三好氏の本拠地の問題は別の問題として捉え、飯盛山への移転によって三好氏の家督は事実上長慶から義興へと譲られ、同時に三好氏の本拠であった芥川山城も新しい当主である義興に継承されたと説いている。なお、天野はこの時期に家督継承が行われた背景として、将軍義輝と三好氏の長年の対立を収拾させるために新当主・義興が義輝との新たな関係を作るのが構築させ、自分は将軍権威と一定の距離を保つのが望ましいと判断したと推測している。
ところが、この永禄3年（1560年）に河内国の情勢が激変した。長慶の支援で守護に復帰した畠山高政が守護代の湯川直光を罷免して再び安見宗房を復帰させたためであり、長慶は高政の背信に激怒し高政と義絶、7月に東大阪市一帯で畠山軍と戦って勝利した。7月22日には八尾市一帯で安見軍を破り、高屋城を後詰しようとした香西・波多野軍、根来衆なども丹波から来援した松永長頼が破った。このため10月24日に飯盛山城の宗房が、10月27日に高屋城の高政が降伏開城して長慶は河内を完全に平定し、高屋城は河内平定の功労者であった弟の実休に与え、自らは飯盛山城を居城にした。また畠山家の影響力が強かった大和に対しても松永久秀に命じてこの年に侵略させ、11月までに大和北部を制圧して久秀に統治を任せた。
永禄4年（1561年）3月30日には義輝を将軍御成として自らの屋敷に迎え、5月6日に義輝の勧告で細川晴元とも和睦、摂津普門寺へ迎え入れた。また嫡子の義興はこの年に従四位下・御相判衆に昇任するなど、三好家に対する幕府・朝廷の優遇は続いた。この年までに長慶の勢力圏は先に挙げた8カ国の他、河内と大和も領国化して10カ国に増大し、伊予東部2郡の支配、山城南部の支配なども強化している。この長慶の強大な勢力の前に伊予の河野氏など多くの諸大名が長慶に誼を通じていた。

### 晩年

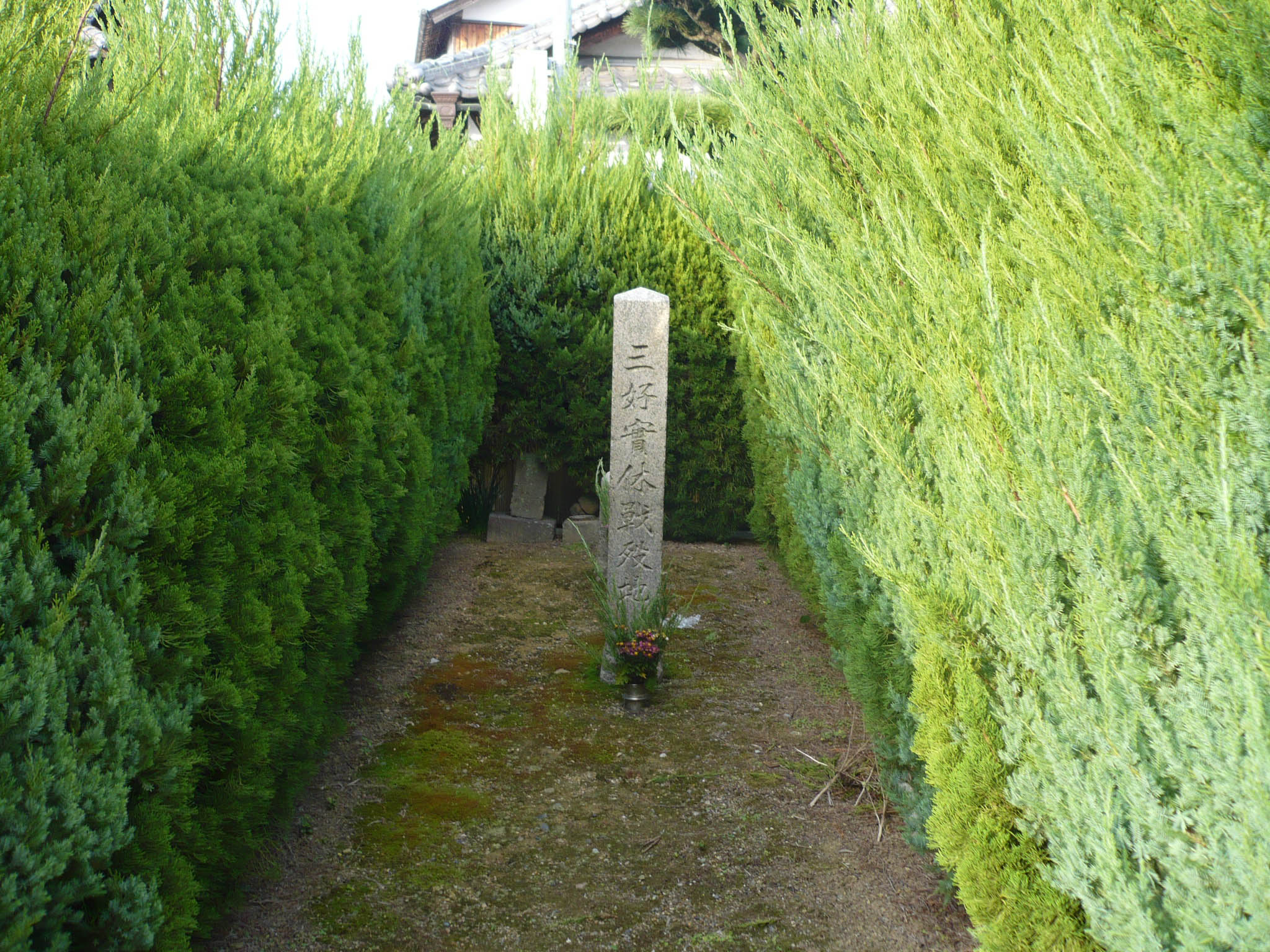
三好実休戦没地の石標

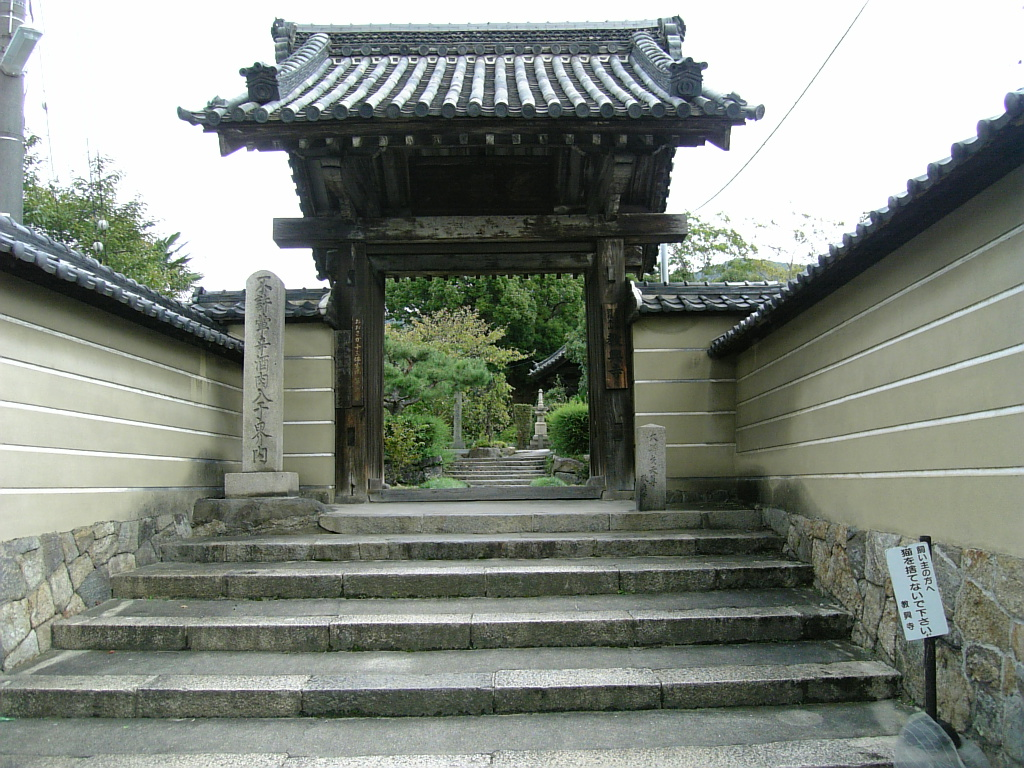
教興寺の山門

長慶の衰退は永禄4年（1561年）4月から始まった。弟の十河一存が急死したのである。このため和泉支配が脆弱となり（和泉岸和田城は一存の持城である）、その間隙をついて畠山高政と六角義賢が通じて、細川晴元の次男・晴之を盟主にすえ7月に挙兵し、南北から三好家に攻撃をしかけた。この戦いは永禄5年（1562年）まで続き、3月5日に三好実休が高政に敗れて戦死した（久米田の戦い）。
しかし京都では義興と松永久秀が三好軍を率いて善戦し、一時的に京都を六角軍に奪われながらも、義興・久秀らは安宅冬康ら三好一族の大軍を擁して反抗に転じ、5月20日の教興寺の戦いで畠山軍に大勝して畠山高政を再度追放、河内を再平定し、六角軍は6月に三好家と和睦して退京した。なお、この一連の戦いで長慶は出陣した形跡が無く、三好軍の指揮は義興・久秀と冬康らが担当している事からこの頃の長慶は病にかかっていた（病にかかったのは永禄4年（1561年）頃とも）のではないかといわれている。以後、和泉は十河一存に代わって安宅冬康が、河内高屋城主には三好康長が任命されて支配圏の再構築が行なわれた。
永禄5年（1562年）8月には幕府の政所執事である伊勢貞孝が畠山・六角の両家と通じて京都で挙兵したため、9月に松永久秀・三好義興の率いる三好軍によって貞孝は討たれた。永禄6年（1563年）1月には和泉で根来衆と三好軍が激突し、最終的には10月に三好康長との間で和談が成立。大和でも久秀の三好軍と多武峯宗徒の衝突があり、また細川晴元の残党による反乱が2月からかけて起こるなど、反三好の動きが顕著になってきた。
さらに永禄6年（1563年）8月には義興が22歳で早世、唯一の嗣子を失った長慶は十河一存の息子、すなわち甥である重存（義継）を養子に迎えた。本来であれば一存の死後に十河氏を継ぐべき重存が後継者に選ばれたのは、彼の生母が関白を務めた九条稙通の娘でありその血筋の良さが決め手であったとみられる。12月には名目上の主君であった細川氏綱も病死、この少し前には細川晴元も病死しており、三好政権は政権維持の上で形式的に必要としていた傀儡の管領まで失う事になった。ただし、氏綱については、有力な支持者であった内藤国貞が健在であった天文22年（1553年）までは長慶よりも上位にあり、その後も義輝・晴元に対抗するために長慶に政治的権力を譲る代わりに摂津の守護としての立場を保持したもので、傀儡ではなくむしろ積極的な協力者であったとする見解も出されている。

### 最期

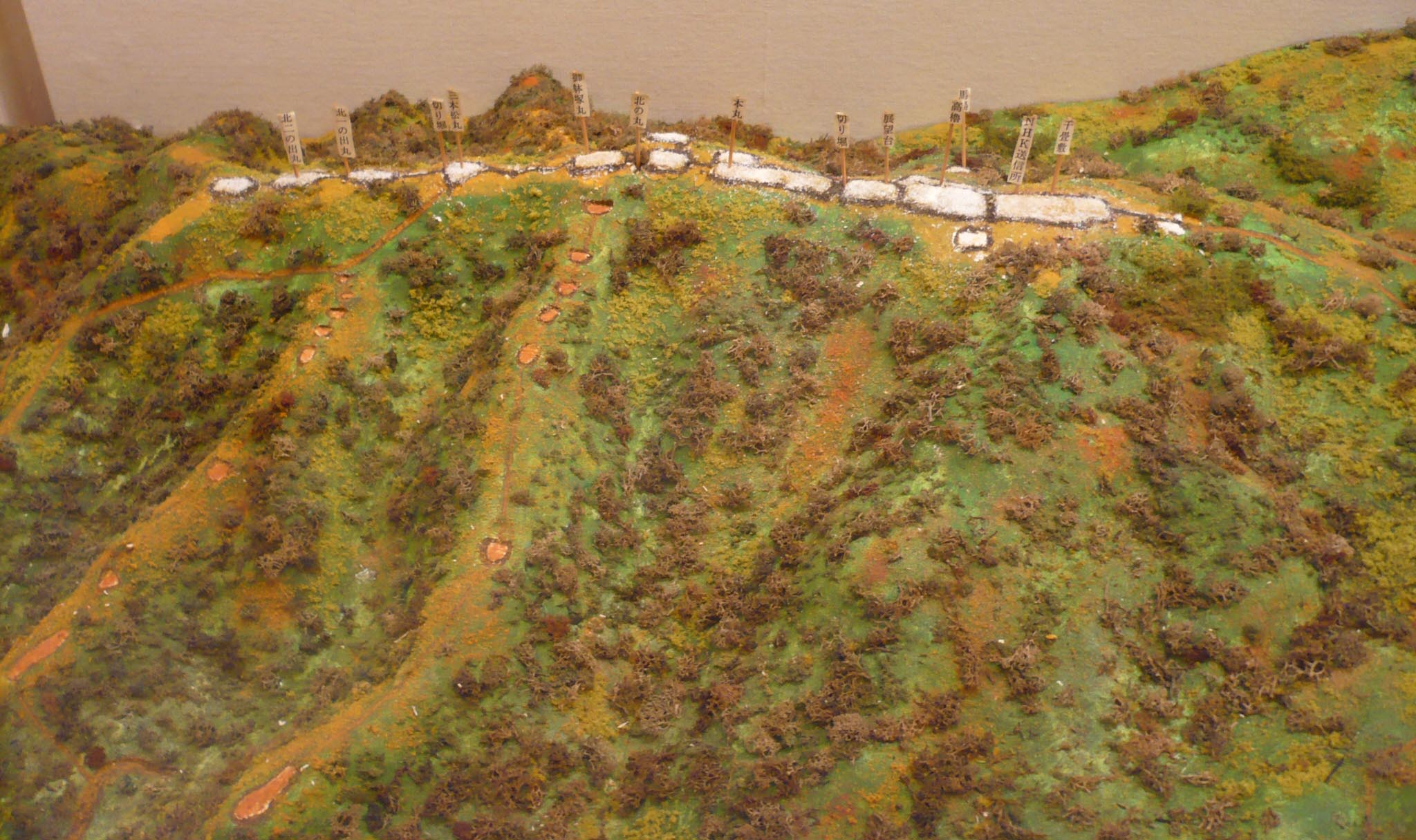
飯盛山城の模型

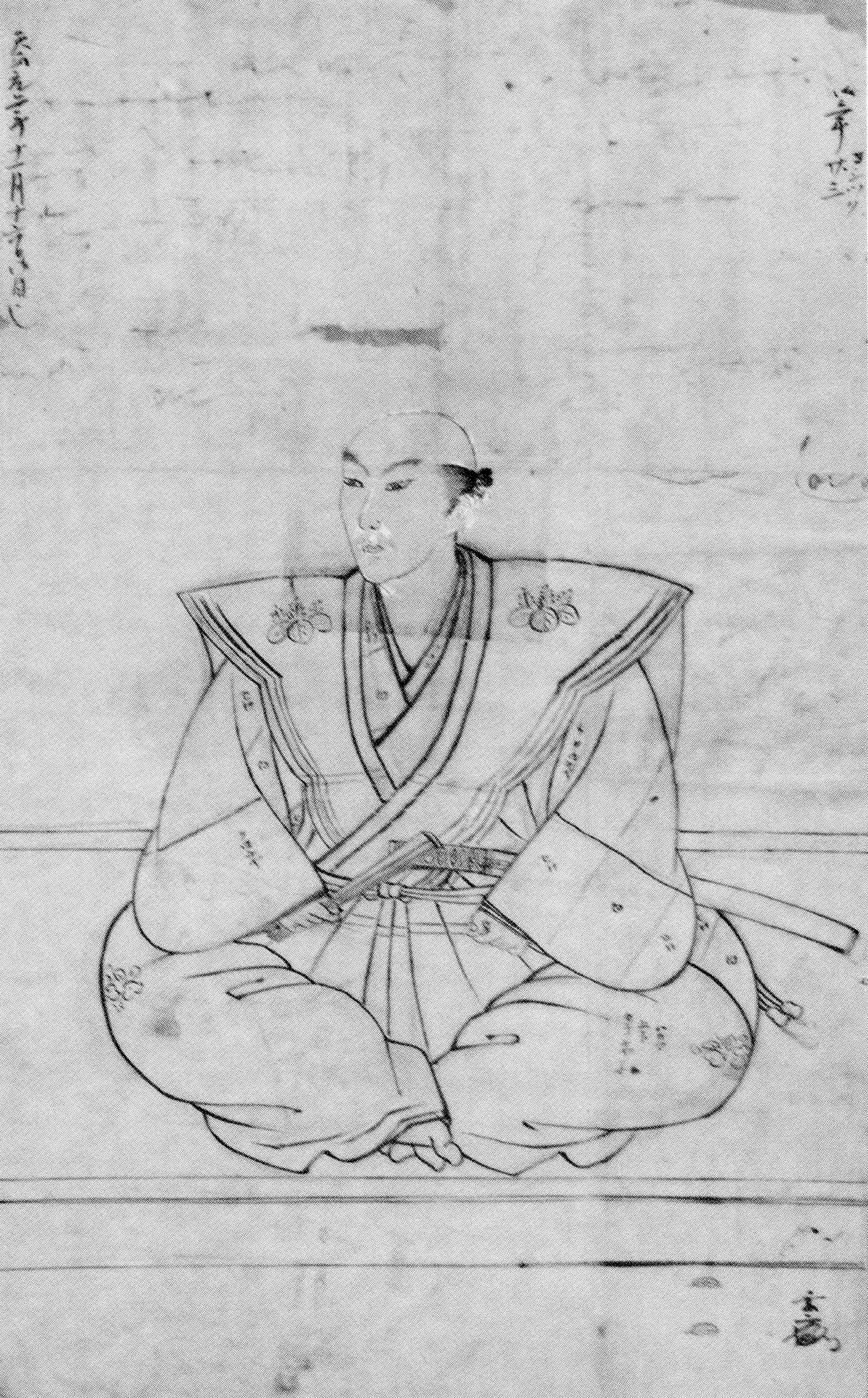
三好義継像（京都市立芸術大学芸術資料館蔵）

永禄7年（1564年）5月9日、長慶は弟の安宅冬康を居城の飯盛山城に呼び出して誅殺した。松永久秀の讒言を信じての行為であったとされているが、この頃の長慶は相次ぐ親族や周囲の人物らの死で心身が異常を来たして病になり、思慮を失っていた。冬康を殺害した後に久秀の讒言を知って後悔し、病がさらに重くなってしまったという（『足利季世記』）。ただし、久秀の讒言とする話の出典はいずれも軍記物であり、冬康が義継への家督継承の障害になるとする判断から長慶自らが手を下した可能性も指摘されている。
このため6月22日には嗣子となった義継が家督相続のために上洛しているが、23日に義輝らへの挨拶が終わるとすぐに飯盛山城に帰っている事から、長慶の病はこの頃には既に末期的だったようである。そして11日後の7月4日、長慶は飯盛山城で病死した。享年43。義継が若年のため松永久秀と三好三人衆（三好長逸・三好政康・岩成友通）が後見役として三好氏を支えたが、やがて久秀は独自の動きを見せはじめ、永禄8年（1565年）から永禄11年（1568年）までの3年間内紛状態に陥った。その後、久秀の側に鞍替えした義継と久秀は、新たに台頭した織田信長と彼が推戴する足利義昭に協力、三好三人衆は信長に敗れ、三好政権は崩壊した。その後、義継と久秀も信長と対立し、滅ぼされた。

#### 葬儀・墓所
長慶の死後、嗣子の義継が若年である事から松永久秀・篠原長房・三好三人衆らは喪を秘して重病であるとし、2年後の永禄9年（1566年）6月24日に葬儀を営んだが、その際に参列の諸士が涙を流してその死を惜しんだという（『鹿苑日録』）。なお、その2年間で遺骸はかなり傷んでいた（『足利季世記』）。
墓所は八尾市の真観寺、京都市の大徳寺聚光院、堺市の南宗寺など。
長慶の肖像は大徳寺の聚光院と南宗寺に存在する。聚光院のものは他の戦国武将のように不敵さ、鋭さ、泥臭さが欠けており、学問があり風流も解すといった教養人の印象が強い。聚光院の肖像は昭和9年（1934年）1月30日に重要文化財に指定されている。聚光院、南宗寺の肖像は共に笑嶺宗訢による賛が付記されている。

## 経歴
※日付＝旧暦
- 年月日不詳 - 筑前守に任官。
- 年月日不詳 - 従五位下に叙す。
- 天文22年（1553年）2月28日 - 従四位下に昇叙。筑前守如元。
- 永禄3年（1560年）1月20日 - 修理大夫に転任。将軍家の相伴衆に列座。
- 永禄4年（1561年）2月3日- 将軍より御紋の下賜がなされる。

※参考＝系図纂要、「雑々聞撿書丁巳歳」(内閣文庫架蔵写本）

## 人物・逸話

### 軍事力

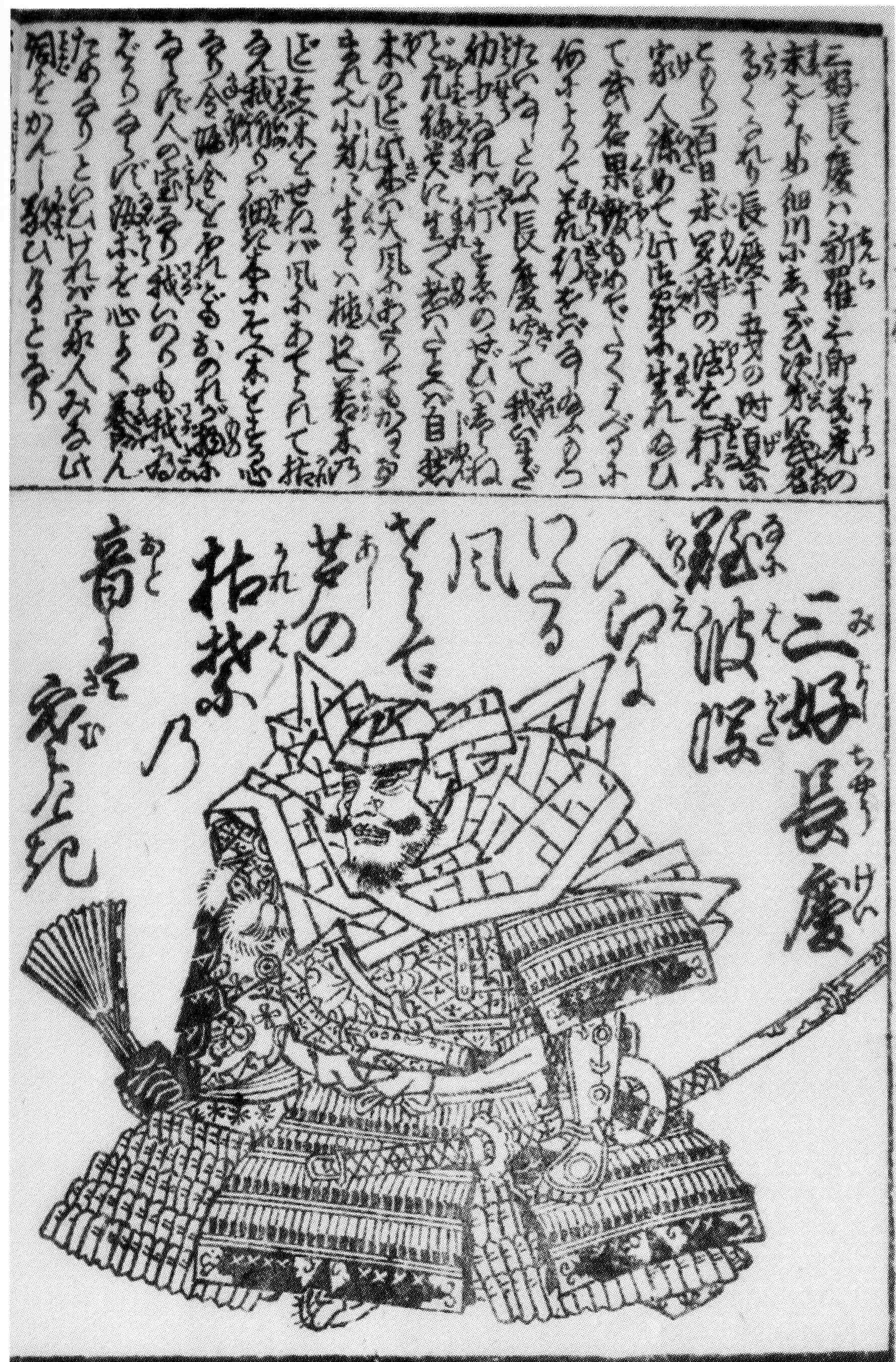
三好長慶画像（英雄百人一首）

- 長慶は織田信長と同じく堺の経済力に目をつけており、そこでの貿易による富裕な富で莫大な軍費・軍需品を容易に入手した。また曽祖父の三好之長や父の元長ら以来による細川領国圏での国侍との関係、有能な実弟らの統治する四国の軍事力、特に強力な水軍を擁しており、さらに優秀な長慶の個人的才能が加わって全盛期における三好軍の軍事力は大変強大であった。また阿波は小笠原を称していた頃から三好家の血族意識が強固であり、そのため長慶時代には弟の実休がしっかり阿波を守ることで他国進出を可能にした[46]。

### 性格
巧みな政治・軍略を展開しながらも下克上の雄ではなく旧来の人物であったと言われる。保守的・優柔不断と言った評価も多い が、こうした長慶の人物像への評価に対して、「戦国時代の常識への無理解に基づく全く妥当ではない評価だ」という反論もある。
長慶は将軍・足利義輝と長年争ったが、長慶の義輝に対する対応は寛容・微温的であったとされる。義輝と細川晴元を合戦で破り近江国朽木へ放逐した折、追撃が困難ではなかったにもかかわらず、長慶は義輝へ執拗な追撃をしようとしなかった。さらにその後5年間、朽木を攻撃した形跡も見られない。義輝が避難した場所は細川晴元の義兄の六角義賢の勢力圏内であり、さらに義輝の妹婿である若狭国の武田義統の勢力圏からも近かったことも影響していると考えられる が、『続応仁後記』は、敵を執拗に追い詰めない長慶の方針ゆえだと記述しており、長江正一も、敵を徹底的に追い詰めない長慶の性格が反映された措置と推定している。また長江は長慶の性格について、「下剋上の標本のように言われるが、自己の権益を主張する以外は、古い伝統、秩序を尊重する律義者である」と評している。堀孝はこの長江の寸評を引用し、自らも、長慶が義輝を追及、追撃しなかった理由として、「先祖が戦に起因して斬首や自害で世を去った悲しみを知る彼の性格」の結果として、朽木に追いやられた将軍を過剰に追撃しないという結果を出した、という論拠を提示している。
今谷明はこうした長慶の義輝とのやり取りを「柔弱・果断に欠ける」と評しており、また後年の織田信長の足利義昭に対する「果断」と比較すれば、柔弱の誹りを受けるのも「さもありなん」と述べている。一方、天野忠幸は、その信長も、義昭に対しては最終的に追放こそしたが、和睦を提案したり極力寛容であったこと、徳川家康が追放した旧主・今川氏真を一時家臣として迎え入れていたこと、北条氏康が敵対した旧主・足利晴氏を軟禁するにとどめたことなどを根拠として提示し、「敵対したかつての主君を殺さない、執拗に追い詰めないことは、柔弱でも保守的でもない、戦国時代の常識である」と述べ、長慶が義輝に寛容な態度を取ったからと言って、それを根拠に長慶を保守的・優柔不断な人物と評価するのは妥当ではないと指摘している。
長慶は大変寛大であったが、一方で決断力が欠けていると思われる面もあった。
- 三好政長を討つ際、主君の細川晴元は政長を支持して長慶は謀反人とみなされた。江口の戦いの際、弟の十河一存は晴元が三宅城にいる事を知り城を落とそうと提言したが長慶は受け入れなかった。しかも戦後、晴元が帰京する際は弟の安宅冬康配下の淡路軍に警護させている上、その後に晴元と義輝が近江に逃れると圧倒的に優位でありながら和睦を懇望している[54]。
- 細川晴元一党はたびたび長慶に反乱を起こしたが、長慶は人質である晴元の長男の昭元を決して殺さずに弘治4年（1558年）2月に自ら加冠役として元服させており[55]、永禄4年（1561年）5月に晴元が義輝の仲介で摂津に戻ってきた時には次男の晴之を六角氏に預けながら（この晴之が六角に擁立されて反三好の兵を挙げることになる）、昭元と再会させ隠居料も支払い庇護するという厚遇をした上に長慶が旧主と和睦できて涙を流したとしている（『足利季世記』）[56]。

### 宗教
- 長慶は父の菩提を弔うため、弘治3年（1557年）、臨済宗大徳寺派の寺院、龍興山南宗寺を長慶の尊敬する大徳寺90世大林宗套を開山として創建した。茶人の武野紹鴎、千利休が修行し、沢庵和尚が住職を務めたこともあり、堺の町衆文化の発展に寄与した寺院である。長慶は常に「百万の大軍は怖くないが、大林宗套の一喝ほど恐ろしいものはない」と常々語っていたほどに大林宗套に深く帰依しており、南宗寺の廻りは必ず下馬して歩いたといわれている[57]。
- 長慶は父の菩提を弔うため、父が最期を迎えた法華宗日隆門流の寺院、顕本寺を庇護した。また、長慶の旧主であった細川晴元は法華一揆を鎮圧して法華宗の寺院やその信徒である商人らを京都から追放したが、彼らは堺や尼崎・兵庫津など現在の大阪湾沿岸の諸都市に逃れた。長慶は顕本寺や同地の商人との関係を重視してこれらの寺院や信徒を庇護したことで、都市に対する影響力を強めることになった[58]。
- 長慶はキリスト教をよく理解し、畿内での布教活動などを許してキリシタンを庇護している。このため家臣の池田教正（シメアン）など多くの者がキリシタンとなっているが、自らはキリシタンにはなっていない。ただし長慶は旧体制の人物でありながら信長のように半面は新しさも持っていた[59]。

### 教養
- 朝廷との関係を重んじてたびたび連歌会を開くなど、豊かな文化人であった。大林宗套は、長慶の三回忌に際し「心に万葉・古今をそらんじ、風月を吟弄すること三千」と讃えた[60]。長慶の正座は日常から正しく、連歌の行跡などは細川藤孝（幽斎）や松永貞徳も敬仰して模範にしたという[61]。
- 晩年には前半生で成功した理由であった猛々しさを失っていたが、これは長慶が連歌に没頭したためともみなされている[47]。松永貞徳の随筆集『戴恩記』によれば、同時代にも長慶の教養人としての面を文弱としてあげつらう人もいたようであるが、長慶は「歌連歌ぬるきものぞと言うものの梓弓矢も取りたるもなし」という和歌でそれに反論している[60]。
- 長慶の連歌について、細川藤孝（幽斎）は「修理大夫（長慶）連歌はいかにも案じてしたる連歌なりしなり」との評価を烏丸光広に語っている[62]。
- 長慶は久米田の戦いで弟の三好実休が戦死した時、連歌会を開いていたという。そして実休の戦死報告が入ると一句を読んで周囲にいた面々をうならせたという。ただし後代に書かれたものであり信憑性に疑問も持たれている[63]。
- 三井記念美術館には、嘗て長慶が所持したという粉引茶碗、別名「三好粉引」が伝世している。

### 家族
母は慶春院で、出自はわかっていない。妻は一人目が波多野秀忠の娘である波多野氏、二人目が遊佐長教の娘である遊佐氏。いずれも政略結婚と考えられ、一人目の妻とは、長慶が細川氏綱と結託したことが契機で離縁された。『続応仁後記』は、一人目の妻との離縁について、「不縁の子細有りて、妻女別離」と記述している。
二人目の妻についても、公家や寺社と長慶が交流する過程で交わされた書状に名前が見えず、早くに病没したか、遊佐長教が暗殺された後実家に帰ったのではないかと推定される。
長慶が側室を娶ったことは確認されていない。子供は義興一人のみで、義興は最初の妻との間に生まれた子だと考えられる。

### その他
『名将言行録』によれば、17歳の時、「これより3年、夏の季節に100日間、虚空蔵求問持法の荒行を行い、それによって記憶力を鍛える」と宣言し、3年かけて実行した。また、修行を達成した19歳の年に、四国を巡礼したという逸話を伝えている。また同書によれば、息子を松永久秀に殺された、足利義輝の妹を妻に娶った、と記述している。

#### 和歌
- 難波がた 入江にわたる 風冴えて 葦の枯葉の 音ぞ寒けき（集外三十六歌仙）
- 生駒山 まぢかき春の 眺さへ かぐわふほどの 花ざかりかな（眺望集）
- 歌連歌 ぬるきものぞと 言うものの 梓弓矢も取りたるもなし

#### 末裔
長慶の末裔は三好義興と長慶の死によって断絶したとされているが、江戸時代には長慶の4代孫・三好三省長久の子・三好長宥（長看）が実相院の坊官となっており、長宥の子孫は幕末の長経まで代々坊官を務めている。

## 評価

### 同時代の評価
『朝倉宗滴話記』『甲陽軍鑑』『北条五代記』『当代記』などの書物に三好長慶への言及がある。これらの書物はいずれも江戸時代初期までに成立したものだが、いずれも長慶に対しては好意的に描いており、『北条五代記』は、織田信長、明智光秀、豊臣秀吉と並び称している。江戸時代初期までに成立した書物は、長慶を名将として礼賛しているものが決して少なくなかった。

### 江戸時代中期以降の評価
しかし、江戸時代中期以降より、家臣の松永久秀と併せて、根拠の怪しい逸話などを交えて語られるようになった。その代表が、『常山紀談』における、「松永久秀の主殺し」を織田信長が紹介した、という逸話である。そして、所謂「三英傑」と比較していつしか長慶の存在は顧みられることはなくなってゆき、田中義成の『足利時代史』『織田時代史』などでは言及すらされなくなった。
頼山陽は『日本外史』の中で「老いて病み恍惚として人を知らず」と紹介している。また今谷明は、有吉佐和子の『恍惚の人』のモデルの一つが長慶だと言われていると伝聞の形で指摘している。
ただし、頼山陽の長慶評については、全く根拠がなく、その無根拠な評価を批判されている。

### 現代の研究と再評価
武田・北条・毛利などと比べると、三好氏、及びその主君であった細川京兆家は史料に乏しく、史料が豊富な分野・大名に研究は偏りがちであった。また、小此木宗国など、長慶被官が発給した文書は京都の寺社を中心にそれなりに現存しているが、その多くは活字に翻刻されておらず、文書の多くも京都市に偏っている。発給文書でさえ全てが解明されていない為、三好政権の政策、長慶の思想などについては未だに不明な所が多い。昭和43年（1968年）には長江正一が吉川弘文館より人物叢書『三好長慶』を刊行、これは先駆的な研究と評され、今谷明も参考にしたという。今谷は、(その当時)「長江氏のこの書籍以外、参考になるべき図書など殆どなかった」と語っている。その後、今谷がいくつか三好政権並びにそれと深い関連を持つ室町幕府末期に関する著作を出すが、長らく、長慶、三好政権の研究は停滞していた。
しかし、平成12年（2000年）に山田康弘が論文集『戦国期室町幕府と将軍』（吉川弘文館、2000年）を出し、翌年からは今谷の室町幕府末期・並びに「言継卿記」を研究した書籍が文庫として立て続けに再版される。さらにこの頃から、天野忠幸の論文が公の場に発表されるようになり、三好氏の研究が活気づく。
平成16年（2004年）、「戦国期の政治体制と畿内社会」が日本史研究会のテーマとなり、天野忠幸の論文「三好氏の畿内支配とその構造」（『ヒストリア』198号、2006年）が発表される。これによって、三好長慶、三好政権への学会の注目が集まるようになっていった。
現在では、松永久秀の壟断、横暴を許し、下剋上されてしまった凡庸な君主としての評価が、「一般的な評価として」定着してしまっている。
そして、織田信長の「革新的」なイメージと比較され、旧主・保守的・文弱・柔弱というレッテルを張られてしまっている。
しかし、こうした通俗的な見解に対して、「織田信長の先駆者」「信長に先行する斬新な政策を行った」「長慶が果たせなかった『下剋上』を、信長が成就した」 という評価もある。

## 家臣
- 三好一族
  - 三好義興
  - 三好実休
  - 安宅冬康
  - 十河一存
  - 三好義継
  - 三好長逸
  - 三好政康
- 阿波からの譜代
  - 篠原氏（篠原長政、篠原長房、篠原実長、篠原盛家、篠原長秀）
  - 一宮成孝
  - 一宮成助
  - 永井久元
  - 海部之親
  - 安宅冬一
  - 森氏(森元村)
  - 市原氏
  - 加地氏（加地久勝、その他数名）
  - 塩田氏（塩田高景、塩田孫九郎）[注釈 5]
- 畿内で新たに登用した人物
  - 岩成友通
  - 松永久秀
  - 松永長頼
- 摂津国人
  - 野間長久
  - 鳥養貞長
  - 若江三人衆（野間康久、多羅尾綱知、池田教正）
- 京都近郊の国人
  - 藤岡直綱
  - 津田経長
  - 今村慶満
  - 小泉秀清
- 旧幕臣
  - 斎藤基速
- その他
  - 四手井家保
  - 大平国信
  - 山本久政
  - 小此木宗国
  - 若槻長澄
  - 福家長頼
  - 中村高続
  - 今村政次
  - 狩野宣政
  - 安井宗運
  - 奈良長高（嫡男義興近習）
  - 寺町通昭
  - 秋山教家
- 出自不明
  - 松山重治

## 関連団体
- 三好一党会
- 三好長慶武者行列まつり実行委員会
- 三好長慶会
- 十河戦国お城まつり実行委員会
- 令和十河同族会
- 大東・三好長慶会
- 三好芥川城の会
- 堺・ちくちく会
- 三好長慶NHK大河ドラマ誘致推進協議会（徳島）
- 三好長慶NHK大河ドラマ誘致推進協議会（関西）

## 関連作品

### 小説
- 徳永真一郎『妖雲―戦国下剋上・三好長慶の生涯』（青樹社、1992年9月。ISBN 978-4791307296）

- 諏訪雅信『三芳野の花―三好長慶の生涯』（近代文芸社、2003年6月。ISBN 978-4773370379）
- 出水康生『三好長慶―戦国天下人』（教育出版センター、2007年10月。ISBN 978-4905702504）
- 徳永真一郎『三好長慶』（光文社時代小説文庫、のち学陽書房人物文庫、2010年5月。ISBN 978-4-313-75260-3）
- 三日木人『新三好長慶伝―龍は天道をゆく』（幻冬舎、2019年10月。ISBN 978-4344924369）
- 三日木人『三好長慶の遺命ー篠原長房士魂録ー』（郁朋社、2021年10月。ISBN 978-4-87302-744-9）
- 三日木人『われは鬼なり 十河一存伝』（郁朋社、2022年9月。ISBN 978-4-87302-769-2）

### 漫画
- 監修：天野忠幸、作画：濱野咲乃『飯盛城主・三好長慶と大東の歴史 ～戦国時代編～』（大東市産業・文化部生涯学習課、2022年10月。ISBNなし）
- 監修：須藤茂樹、作画：あるまじろ『三好長慶　阿波が生んだ戦国最初の天下人』（一般社団法人徳島経済同友会、2023年5月。ISBNなし）

### テレビ番組
- 「信長に先駆けた武将・三好長慶～大阪府大東市～」『ミステリアス・ジャパン』（BSテレ東、2019年4月6日、7:30~8:00）
- 「信長より20年早かった男 最初の「天下人」三好長慶」『歴史秘話ヒストリア』（NHK総合、2019年6月19日、22:30~23:20）
- 「信長より先に天下人になった男 三好長慶」『にっぽん！歴史鑑定』（BS-TBS、2019年9月16日、22:00~22:54）
- 「～幻の天下人の名城からお宝出た！全112池巨大モンスター捕獲の瞬間～」『緊急SOS！池の水ぜんぶ抜く大作戦』（テレビ東京、2022年4月10日、18:30~21:00）
- 「戦国最初の天下人は信長でなく三好長慶だった」『号外！日本史スクープ砲』（BS松竹東急、2022年6月5日、21:00~22:00）
- 「激突！三好長慶VS．足利将軍〜室町幕府の“終わりの始まり”〜」『英雄たちの選択』（NHK BSプレミアム、2022年6月22日、20:00~20:59）
- 「信長もマネた!?“革新者”三好長慶」『先人たちの底力 知恵泉』（NHK Eテレ、 2023年10月10日、22:00~22:45）

### テレビドラマ
- 天と地と（1969年、演：梅野泰靖）
- 信長 KING OF ZIPANGU（1992年、演：中丸新将）
- 麒麟がくる（2020年、演：山路和弘）